# Stylolithe

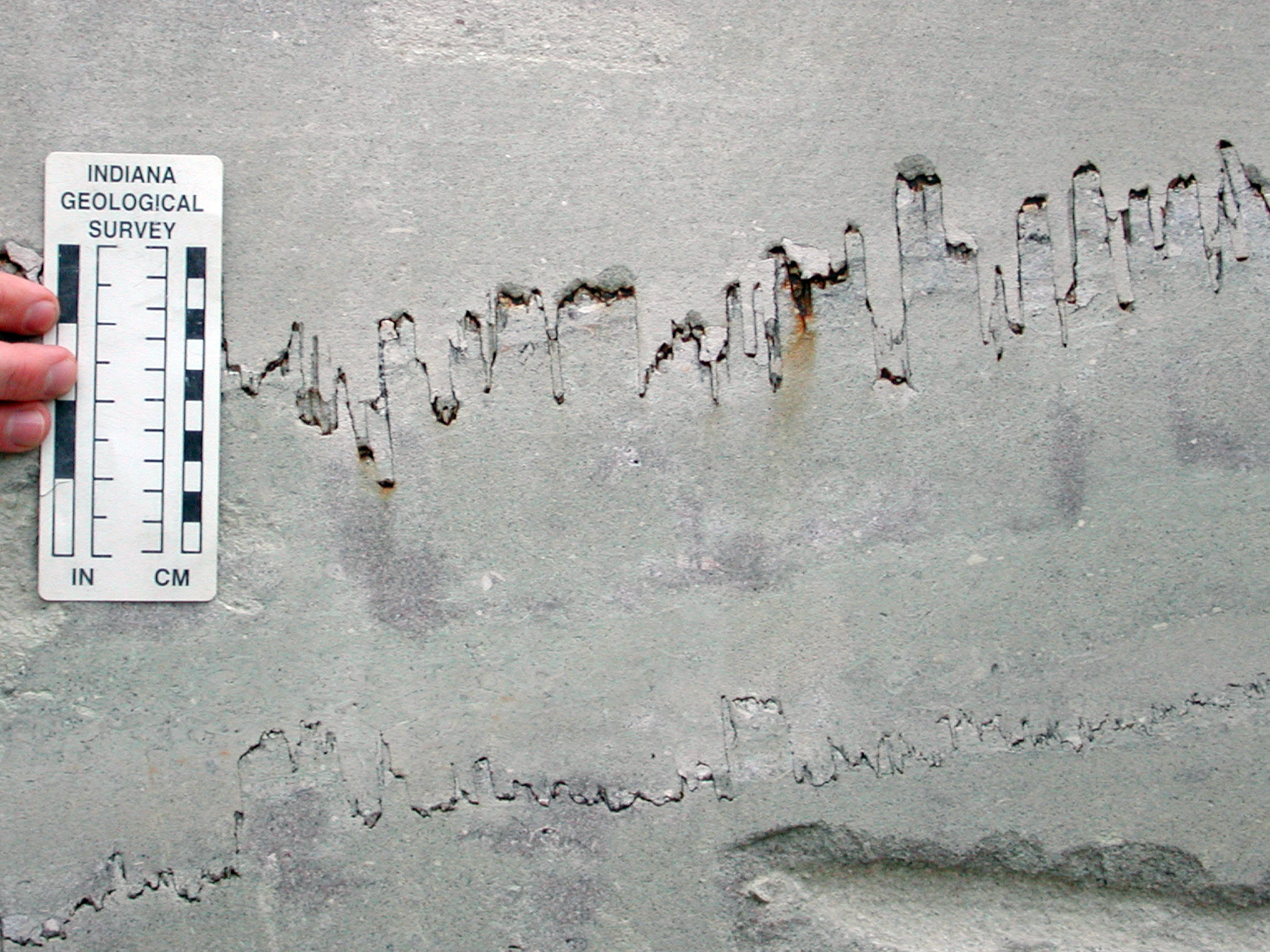
Macrostylolites dans un calcaire.

Les stylolithes ou stylolites (du grec stylos (« pilier ») et lithos (« pierre »)) sont des surfaces en dents de scie le long desquelles la matière minérale a été éliminée par dissolution sous pression, dans un processus qui diminue le volume total de la roche. Ces plans de dissolution sont généralement observés au sein de roches sédimentaires, mais on peut les rencontrer dans des roches cristallines de socle, en particulier à proximité ou à l'intérieur des zones de faille.

## Classification des stylolithes
Les stylolithes peuvent être classées selon leur géométrie ou de leur relation au litage.

### Classification géométrique
Park and Schot ont reconnu six géométries différentes :
- type simple ou primaire comme une vague ;
- type suturée ;
- type Up-peak (rectangulaire) ;
- type Down-peak (rectangulaire) ;
- type en crête (conique et pointue) ;
- type Sismogramme.

### Relation avec le litage
- Stylolithes horizontales - C'est le type le plus couramment observé. Elles se produisent parallèlement ou presque parallèlement à la stratification des roches. Ce type est le plus souvent trouvé dans des roches sédimentaires stratifiées, principalement dans les roches carbonatées, qui n'ont pas été affectées par une activité tectonique structurelle ou métamorphique intense.
- Stylolithes inclinées - Ce type est oblique à la stratigraphie. Il apparaît dans des roches qui sont à la fois affectées ou non affectées par l'activité tectonique, et peut également être trouvé dans les roches ignées et métamorphiques.
- Stylolithe inclinées horizontalement (vertical) transversales - Ce type est une combinaison de stylolithes de types horizontaux et inclinés. Les stylolithes horizontales ont généralement une amplitude supérieure aux stylolithes inclinées. Le type horizontal-incliné peut être trouvé dans les roches affectées par la pression parallèle au plan de stratigraphie suivie d'une pression perpendiculaire au litage.
- Stylolithes verticales - Ce type de stylolithe est lié à la stratification à angle droit. Il peut ou non être associé à une activité tectonique. Il est causé par une pression agissant perpendiculairement au litage.
- Stylolithes d'interconnexion du réseau - Ce type est un réseau de stylolithes, qui sont liés les uns aux autres avec des angles relativement petits. Ce type peut être divisé en deux sous-types. Les stylolithes de sous-type A sont caractérisées par des amplitudes plus élevées. Elles sont liées à la stratigraphie soit horizontalement soit sous un petit angle. Les stylolithes de sous-type B apparaissent généralement dans les roches qui ont été touchées par l'activité tectonique et / ou métamorphique. Ces stylolithes ont une faible amplitude des ondulations. Leur rapport à la stratigraphie peut varier de l'horizontale à la verticale.
- Stylolithes verticalement inclinées (horizontales) transversales - Ce type est une combinaison des types de stylolithes horizontales ou inclinées et verticales. Dans ce cas, les stylolithes inclinées ou horizontales ont été formées en premier et celles verticales plus tard. Ce type peut être divisé en deux sous-types de directions de déplacement des stylolithes inclinées. Dans le sous-type A, les déplacements ont pu se produire au cours de stylolisation verticale, tandis que dans le sous-type B, les déplacements auraient pu se produire avant stylolisation verticale.